# IPhone 5s
O iPhone 5s é um smartphone que foi projetado e comercializado pela Apple Inc. É a sétima geração do iPhone, sucedendo ao iPhone 5, e lançado em setembro de 2013, juntamente com o iPhone 5C.
O iPhone 5S mantém quase o mesmo design externo de seu antecessor, o iPhone 5, embora o 5S tenha recebido um novo esquema de cores branco/dourado, além de branco/prata e cinza espacial/preto. O 5S atualizou bastante o hardware interno, no entanto, introduziu o sistema em chip dual-core A7 de 64 bits, o primeiro processador de 64 bits a ser usado em um smartphone, acompanhado pelo "coprocessador de movimento" M7. Um botão home redesenhado com Touch ID, um sistema de reconhecimento de impressão digital que pode ser usado para desbloquear o telefone e autenticar compras na App Store e iTunes Store, também foi introduzido. A câmera também foi atualizada com uma abertura maior e um flash de LED duplo otimizado para diferentes temperaturas de cor. Fones de ouvido conhecidos como EarPods foram incluídos no 5S, e a Apple lançou acessórios, incluindo um estojo e um dock. Ele tinha uma tela de 4 polegadas, semelhante ao iPhone 5 e iPhone 5C.
O iPhone 5S foi lançado originalmente com o iOS 7, que introduziu uma aparência visual renovada entre outros novos recursos. Projetado por Jonathan Ive, o iOS 7 partiu de elementos skeumórficos usados em versões anteriores do iOS em favor de um design plano e colorido. Entre os novos recursos de software introduzidos no iPhone 5S estão o AirDrop, uma plataforma de compartilhamento de Wi-Fi ad-hoc; Centro de Controle, um painel de controle contendo várias funções comumente usadas; e iTunes Radio, um serviço de rádio na Internet. O 5S é o primeiro iPhone a ser suportado por seis versões principais do iOS, do iOS 7 ao iOS 12, juntamente com o iPhone 6S e o iPhone SE de primeira geração, que foram suportados do iOS 9 ao iOS 15, e o segundo dispositivo iOS a oferecer suporte a seis atualizações principais - a primeira sendo o iPad 2, que suportava as versões 4 a 9 do iOS.
A recepção ao dispositivo foi positiva, com alguns meios de comunicação considerando-o o melhor smartphone disponível no mercado ( na época ) devido ao seu hardware atualizado, Touch ID e outras mudanças introduzidas pelo iOS 7. Alguns criticaram o iPhone 5S por manter o design e pequena tela do iPhone 5, e outros expressaram preocupações de segurança sobre o sistema Touch ID. Nove milhões de unidades do iPhone 5S e iPhone 5C foram vendidas no fim de semana de seu lançamento, quebrando o recorde de vendas da Apple para iPhones. O iPhone 5S foi o telefone mais vendido em todas as principais operadoras dos EUA em setembro de 2013.
O iPhone 5S foi sucedido como o principal smartphone da Apple pelo iPhone 6 em setembro de 2014. Em 21 de março de 2016, o iPhone 5S foi descontinuado após o lançamento do iPhone SE (1.ª geração), que incorporou hardware interno semelhante ao iPhone 6S, mantendo o menor fator de forma e design do 5S.

## História
Antes de seu lançamento oficial, a especulação da mídia se concentrou principalmente em relatos de que o próximo iPhone incluiria um scanner de impressão digital; incluindo a aquisição da AuthenTec pela Apple em 2013, desenvolvedora de produtos de segurança móvel, referências a um sensor de impressão digital no botão home na versão beta do iOS 7, e o vazamento de uma embalagem de um iPhone 5S mostrando que o tradicional botão home agora tinha um "anel" metálico ao redor. Imagens semelhantes baseadas em anéis foram vistas no convite oficial para o evento de imprensa do iPhone da Apple em setembro de 2013, onde o novo dispositivo foi revelado. Pouco antes de sua revelação oficial, o Wall Street Journal também relatou o boato.
A Apple anunciou o iPhone 5C e o iPhone 5S durante um evento de mídia em sua sede em Cupertino em 10 de setembro de 2013. Enquanto o iPhone 5C ficou disponível para pré-encomenda em 13 de setembro de 2013, o iPhone 5S não estava disponível para pré-encomenda. Ambos os dispositivos foram lançados em 20 de setembro de 2013. Enquanto a maior parte da promoção se concentrou no Touch ID, o processador Apple A7 de 64 bits também foi destaque durante o evento.
Este é o primeiro processador de 64 bits em um telefone. Eu não acho que os outros caras estão falando sobre isso ainda. Por que tudo isso? Os benefícios são enormes. O A7 é duas vezes mais rápido que o sistema da geração anterior em tarefas de CPU e até duas vezes mais rápidas em tarefas gráficas também.

— Phil Schiller, palestra da Apple no 4 Infinite Loop em 10 de setembro de 2013.